# Vierbärtelige Seequappe
Die Vierbärtelige Seequappe (Enchelyopus cimbrius, Syn.: Rhinonemus cimbrius) ist ein Meeresfisch aus der Ordnung der Dorschartigen (Gadiformes). Sie kommt in zwei getrennten Verbreitungsgebieten im nördlichen Atlantik und einigen Nebenmeeren vor. Im nordöstlichen Atlantik lebt sie vom südlichen Grönland, der Küste Norwegens und der Südküste Islands über die Britischen Inseln bis in den Ärmelkanal, die Nordsee und die westliche Ostsee. Jeweils ein einzelnes Exemplar wurden bei Cap Blanc an der Küste Mauretaniens und an der Küste Estlands gefangen. Im nordwestlichen Atlantik reicht das Verbreitungsgebiet vom nördlichen Golf von Mexiko bis nach Neufundland.

## Merkmale
Die Vierbärtelige Seequappe wird maximal 41 Zentimeter lang, bleibt für gewöhnlich aber bei einer Länge von 30 Zentimetern. Die Geschlechtsreife erlangt sie bei einer Länge von 15 bis 25 Zentimetern. Ihr Körper ist langgestreckt, ihre Farbe meist bräunlich und variiert von dunkel bis hell. Kennzeichnend sind eine Kinnbartel und je eine Bartel am Oberkiefer, an der Schnauzenspitze und an den äußeren Nasenöffnungen. Der erste Flossenstrahl der Rückenflosse ist verlängert. Darauf folgt eine Reihe kurzer fleischiger Flossenstrahlen, danach eine Lücke und dann die eigentliche lange Rückenflosse.

## Lebensweise
Die Vierbärtelige Seequappe lebt auf dem Schelf, auf Schlamm- und Sandböden in Tiefen von 20 bis 50, maximal bis 650 Metern. Sie ernährt sich von kleinen Plattfischen und anderen kleinen Fischen, Ruderfußkrebsen, kleinen Zehnfußkrebsen, Flohkrebsen, Schwebegarnelen, Garnelen, Meerasseln und anderen kleinen Krebstieren. Sie wird bei der Schleppnetzfischerei als Beifang gefischt, hat aber keine wirtschaftliche Bedeutung.